# زولتسباخ ام ماین
زولتسباخ ام ماین (به آلمانی: Sulzbach am Main) یک منطقهٔ مسکونی در آلمان است که در میلتنبرگ واقع شده‌است.